# Bressey-sur-Tille
Bressey-sur-Tille est une commune française appartenant à Dijon Métropole située dans le canton de Chevigny-Saint-Sauveur du département de la Côte-d'Or, en région Bourgogne-Franche-Comté.

## Géographie

### Situation et description
La commune est située dans le département de la Côte-d'Or, dans l'agglomération dijonnaise à l'est de la ville-centre.
Le village de Bressey-sur-Tille est situé, par la route, à 15 km de Dijon, préfecture de la région Bourgogne-Franche-Comté, à 208 km de Lyon, à 332 km de Strasbourg et à 330 km de Paris.
Malgré sa proximité avec un grand centre urbain et le passage d'une grande voie autoroutière à proximité du bourg, la commune a gardé son aspect rural et abrite encore des terrains agricoles ainsi que des surfaces boisées.

### Hydrographie
Cours d'eau
Malgré sa dénomination, la commune n'est pas bordée par la Tille, ce qui s'explique historiquement car, autrefois le village était arrosés par une des Tilles, aujourd'hui la rivière coule un petit peu plus à l'est, le laissant à l'écart de son cours.
Le domaine du château de Bressey est bordé par le ruisseau du Gourmereault, un modeste affluent de la Norges

### Climat
Pour des articles plus généraux, voir Climat de la Bourgogne-Franche-Comté et Climat de la Côte-d'Or.
En 2010, le climat de la commune est de type climat des marges montargnardes, selon une étude du Centre national de la recherche scientifique s'appuyant sur une série de données couvrant la période 1971-2000. En 2020, Météo-France publie une typologie des climats de la France métropolitaine dans laquelle la commune est dans une zone de transition entre le climat océanique altéré et le climat océanique altéré et est dans la région climatique  Bourgogne, vallée de la Saône, caractérisée par un bon ensoleillement (1 900 h/an), un été chaud (18,5 °C), un air sec au printemps et en été et des vents faibles. 
Pour la période 1971-2000, la température annuelle moyenne est de 10,6 °C, avec une amplitude thermique annuelle de 17,7 °C. Le cumul annuel moyen de précipitations est de 768 mm, avec 10,6 jours de précipitations en janvier et 7,3 jours en juillet. Pour la période 1991-2020, la température moyenne annuelle observée sur la station météorologique de Météo-France la plus proche, « Dijon-Longvic », sur la commune d'Ouges à 10 km à vol d'oiseau, est de 11,4 °C et le cumul annuel moyen de précipitations est de 743,4 mm,. Pour l'avenir, les paramètres climatiques de la commune estimés pour 2050 selon différents scénarios d'émission de gaz à effet de serre sont consultables sur un site dédié publié par Météo-France en novembre 2022.

### Transports et voies de communication
Le territoire communal est traversé par l'autoroute A31 qui relie la frontière franco-luxembourgeoise à Beaune où elle rejoint l’A6 et qui sépare le bourg central du reste de l'agglomération dijonnaise. L'aire de repos du Pré d'Azur positionné sur cette autoroute est situé aux limites du territoire communal.
Malgré cet axe majeur qui, d'ailleurs, ne dessert pas directement la commune, Bressey-sur-Tille est une commune située à l'écart des grands axes routiers.

## Urbanisme

### Typologie
Au 1er janvier 2024, Bressey-sur-Tille est catégorisée bourg rural, selon la nouvelle grille communale de densité à 7 niveaux définie par l'Insee en 2022.
Elle est située hors unité urbaine. Par ailleurs la commune fait partie de l'aire d'attraction de Dijon, dont elle est une commune de la couronne,. Cette aire, qui regroupe 333 communes, est catégorisée dans les aires de 200 000 à moins de 700 000 habitants,.

### Occupation des sols
L'occupation des sols de la commune, telle qu'elle ressort de la base de données européenne d’occupation biophysique des sols Corine Land Cover (CLC), est marquée par l'importance des territoires agricoles (47,8 % en 2018), en diminution par rapport à 1990 (51,3 %). La répartition détaillée en 2018 est la suivante : terres arables (47,8 %), forêts (32,4 %), eaux continentales (12,3 %), zones urbanisées (7,5 %). L'évolution de l’occupation des sols de la commune et de ses infrastructures peut être observée sur les différentes représentations cartographiques du territoire : la carte de Cassini (XVIIIe siècle), la carte d'état-major (1820-1866) et les cartes ou photos aériennes de l'IGN pour la période actuelle (1950 à aujourd'hui).

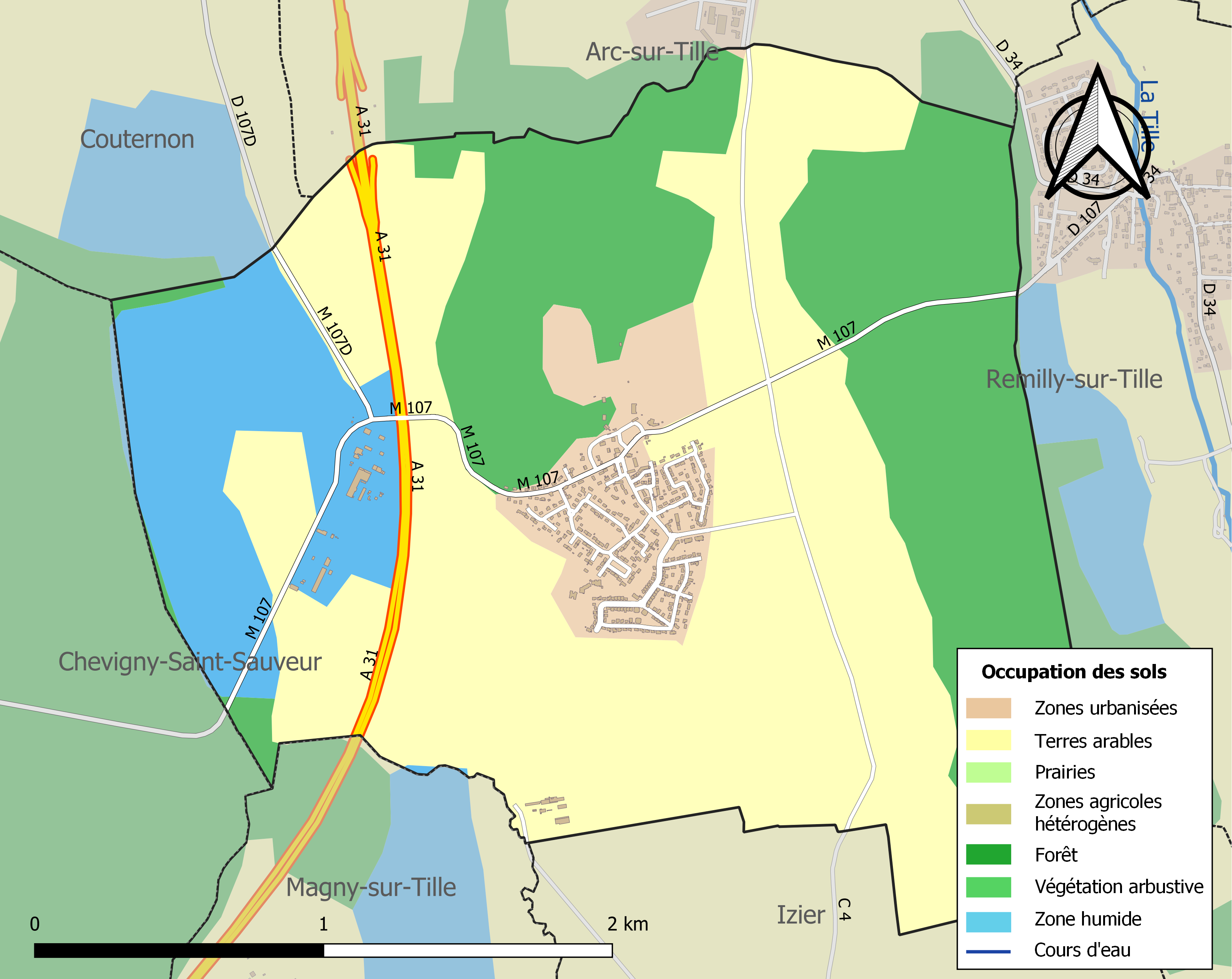
Carte des infrastructures et de l'occupation des sols de la commune en 2018 (CLC).

### Hameaux lieux-dits et écarts
Voici, ci-dessous, la liste la plus complète possible des divers hameaux, quartiers et lieux-dits résidentiels urbains comme ruraux qui composent le territoire de la commune de Bressey-sur-Tille, présentés selon les références toponymiques fournies par le site géoportail de l'Institut géographique national.
| - les Gravières - le Charmillon - le Cul de Bouteille - Bois de la Souche - les Charmes - le Marais | - la Petite Tielle - l'Aige du Sauge - la Noue des Lauges - le Vaudrey - les Prés Brûlés - Bois du Varin | - Bois du Varin - Champs du Bas - Contrée du Breuil - le Péséry - Ferme du Clair Bois - Contrée du Varin |

## Histoire
Au Moyen Âge, la lignée des chevaliers de Bressey semblent être liée aux seigneurs de Fauverney. La maison féodale de Mailly-Fauverney est issue de l'illustre maison de Mailly qui trouve ses origines en Bourgogne, dans le village éponyme et moderne des Maillys.
La famille Le Mulier prendra le nom de Le Mulier de Bressey en s'installant dans le château au cours du XVIIIe siècle.

## Politique et administration

### Administration municipale
En 2019, Bressey étant peuplée de moins de 1 500 habitants, le conseil municipal est composé de quinze membres (huit hommes et sept femmes), dont un maire, quatre adjoints au maire et dix conseillers municiaux.

### Liste des maires
| Période                                  | Période  | Identité       | Étiquette           | Qualité                         |
| ---------------------------------------- | -------- | -------------- | ------------------- | ------------------------------- |
| 1955                                     | 1989     | Félix Minot    | RPR                 | Agriculteur                     |
| 1989                                     | En cours | Patrick Moreau | Gauche Républicaine | Technicien en imagerie médicale |
| Les données manquantes sont à compléter. |          |                |                     |                                 |

## Population et société

### Démographie
Au recensement de 2015 la commune compte 1100 habitants
L'évolution du nombre d'habitants est connue à travers les recensements de la population effectués dans la commune depuis 1793. Pour les communes de moins de 10 000 habitants, une enquête de recensement portant sur toute la population est réalisée tous les cinq ans, les populations de référence des années intermédiaires étant quant à elles estimées par interpolation ou extrapolation. Pour la commune, le premier recensement exhaustif entrant dans le cadre du nouveau dispositif a été réalisé en 2005.

En 2022, la commune comptait 1 110 habitants, en évolution de +0,45 % par rapport à 2016 (Côte-d'Or : +0,82 %, France hors Mayotte : +2,11 %).
| 1793 | 1800 | 1806 | 1821 | 1831 | 1836 | 1841 | 1846 | 1851 |
| ---- | ---- | ---- | ---- | ---- | ---- | ---- | ---- | ---- |
| 152  | 164  | 129  | 146  | 162  | 162  | 130  | 142  | 138  |

| 1856 | 1861 | 1866 | 1872 | 1876 | 1881 | 1886 | 1891 | 1896 |
| ---- | ---- | ---- | ---- | ---- | ---- | ---- | ---- | ---- |
| 133  | 158  | 153  | 154  | 135  | 133  | 123  | 121  | 104  |

| 1901 | 1906 | 1911 | 1921 | 1926 | 1931 | 1936 | 1946 | 1954 |
| ---- | ---- | ---- | ---- | ---- | ---- | ---- | ---- | ---- |
| 100  | 77   | 103  | 91   | 78   | 78   | 68   | 76   | 61   |

| 1962 | 1968 | 1975 | 1982 | 1990 | 1999 | 2005 | 2006 | 2010 |
| ---- | ---- | ---- | ---- | ---- | ---- | ---- | ---- | ---- |
| 58   | 175  | 198  | 470  | 499  | 549  | 644  | 636  | 679  |

| 2015  | 2020  | 2022  | - | - | - | - | - | - |
| ----- | ----- | ----- | - | - | - | - | - | - |
| 1 092 | 1 134 | 1 110 | - | - | - | - | - | - |

### Culte
Culte catholique
La communauté catholique et l'église de Bressey-sur-Tille (propriété de la commune) sont liés à la paroisse d'Arc-sur-Tille (avec quatre autres communes), elle-même rattachée au diocèse de Dijon.

## Culture et patrimoine

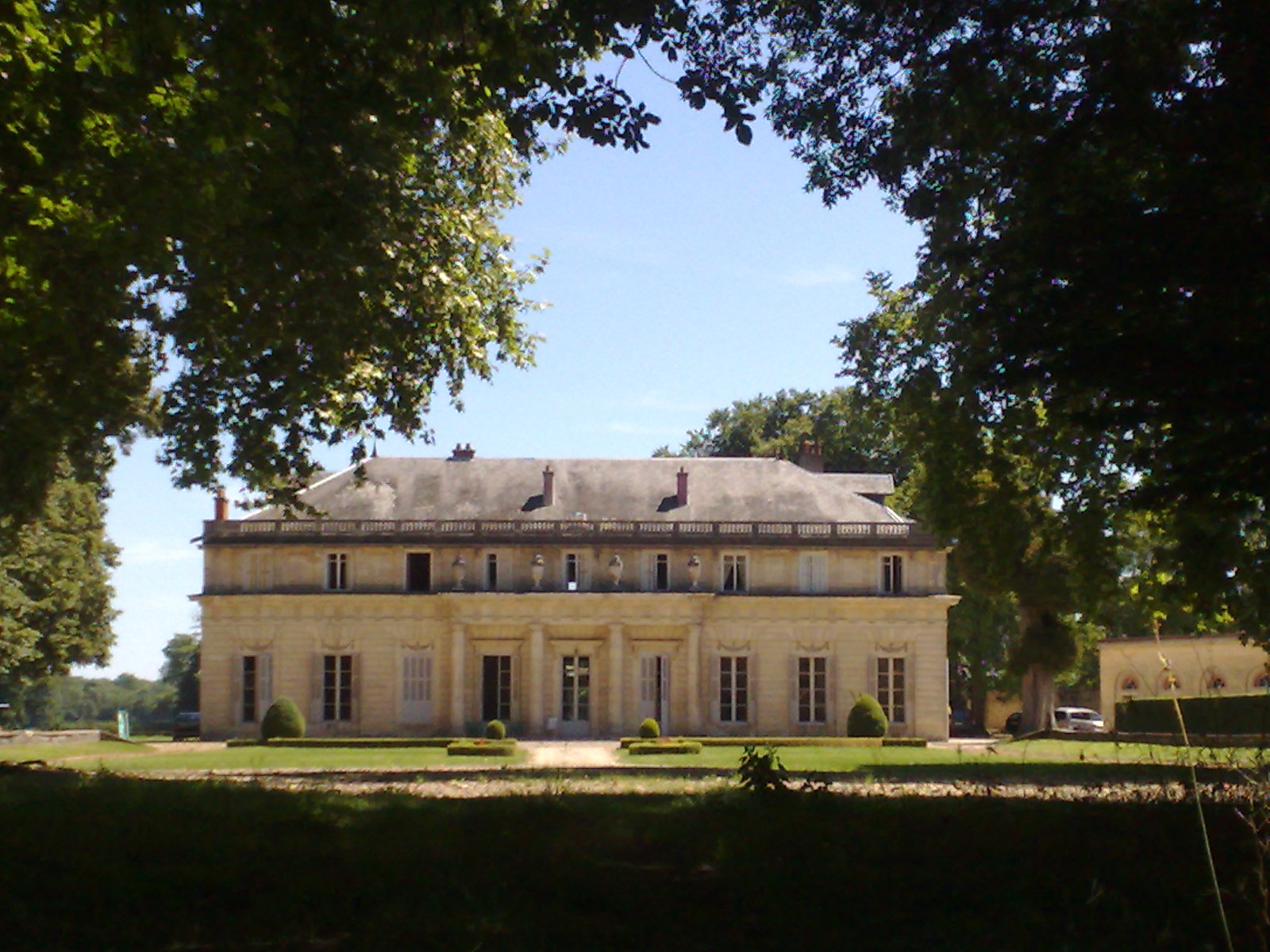
Château de Bressey-sur-Tille.

### Lieux et monuments
L'église
La cloche de l'ancienne église dénommée « Guillemette » se situe dans le bâtiment de la mairie.
Château de Bressey
Jean-François Lemulier de Quercize (puis de Bressey), réalise l'unité du fief en 1755 et agrandit le château. Son fils, Jean le Mullier de Bressey procède à un nouvel agrandissement du bâtiment dans sa largeur et le réoriente grâce à l'adjonction d'une nouvelle façade tournée vers Dijon. Il fait également ajouter un grand parc comprenant des allées cavalières, un jeu de canaux et des jardins.
Le bâtiment, qui est une propriété privée, a été aménagé afin de le transformer en service d'hébergement touristique et il est toujours visible en 2019.
Monument aux morts
Ce monument est érigé au centre du bourg. Sa particularité repose sur le fait qu’il ne porte aucun des noms des habitants, ou enfants, du village morts pour la France.

### Personnalités de la commune
- Jean Le Mulier de Bressey, seigneur du lieu, est élu député de la noblesse aux états généraux de 1789.